# Царски двери
Царските двери или светите двери (на гръцки: Ωραία Πύλη) са елемент от вътрешното оформление на православните храмове. Те заемат централно място в иконостаса и водят от наоса към олтара на църквата. Дверите символизират вратите към Рая. На дверите най-често се изписва сцената „Благовещение Богородично“, като Света Богородица е на лявата врата, а Архангел Гавриил на дясната. Често пъти сцената е придружена с четиримата евангелисти, а понякога и със старозаветни пророци. Сцената показва Божието слизане от Небето на Земята чрез Благовещението, възвестено от пророците и евангелистите.